# Ruschianthus
Ruschianthus falcatus là một loài thực vật thuộc họ Aizoaceae. Đây là loài đặc hữu của Namibia. Môi trường sống tự nhiên của chúng là vùng nhiều đá. Đây là loài duy nhất của chi độc loài Ruschianthus.